# Gesellschaft für Anomalistik
Die Gesellschaft für Anomalistik (GfA) ist ein als gemeinnützig anerkannter Verein mit Sitz in Freiburg im Breisgau. Etwa 150 Mitglieder setzen sich nach eigenen Angaben für die kritische und interdisziplinäre Diskussion wissenschaftlicher Anomalien (Anomalistik), außergewöhnlicher menschlicher Erfahrungen und Parawissenschaften ein.

## Ziele
Als Ziel der Gesellschaft wird angegeben, wissenschaftliche Untersuchungen in dem genannten Themenbereich anzuregen und zu fördern sowie die Öffentlichkeit darüber zu informieren. Dabei soll nicht nur der Wahrheitsgehalt geprüft und nach Erklärungen gesucht werden, sondern auch psychosoziale Hintergründe in den Blick genommen werden. Als Leitlinien werden eine möglichst unvoreingenommene Herangehensweise und ein Pluralismus der methodischen Ansätze und der inhaltlichen Positionen genannt.

## Geschichte
Der Verein wurde 1999 von ehemaligen Mitgliedern der Gesellschaft zur wissenschaftlichen Untersuchung von Parawissenschaften (GWUP) und Vertretern verschiedener Parawissenschaften unter dem Namen „Forum Parawissenschaften“ gegründet. In Abgrenzung zu der im deutschen Sprachraum von der GWUP vertretenen Skeptikerbewegung sollte ein Forum für den konstruktiven Dialog zwischen Kritikern und Vertretern von Parawissenschaften geschaffen werden.
2002 benannte sich der Verein um in „Gesellschaft für Anomalistik“.

## Aktivitäten
Seit 2001 publiziert die Gesellschaft für Anomalistik die „Zeitschrift für Anomalistik“. Außerdem gibt sie die Schriftenreihe der Gesellschaft für Anomalistik heraus. Im Jahr 2015 erschien das im Auftrag der Gesellschaft für Anomalistik und des Instituts für Grenzgebiete der Psychologie und Psychohygiene herausgegebene Handbuch der wissenschaftlichen Anomalistik im Schattauer Verlag, bei dem es sich laut Verlagsangaben um das „erste deutschsprachige Handbuch ungewöhnlicher Phänomene und Erfahrungen“ handelt.
Ein weiteres Feld der Aktivitäten besteht in der Veranstaltung von Tagungen und Podiumsdiskussionen. Die letzte Tagung fand unter dem Titel Veränderte Bewusstseinszustände – Außergewöhnliche Erfahrungen im November 2018 in Marburg statt.

## Schriftenreihe
Seit 2003 gibt die Gesellschaft für Anomalistik die Schriftenreihe der Gesellschaft für Anomalistik heraus, die später in Perspektiven der Anomalistik umbenannt wurde und seither im LIT-Verlag erscheint. Ziel der Schriftenreihe ist es laut Gesellschaft für Anomalistik, einen kritischen und interdisziplinären Diskurs in Wissenschaft und Gesellschaft über anomalistische Phänomene, außergewöhnliche menschliche Erfahrungen und die sogenannten Parawissenschaften zu fördern.
Bisher erschienene Bände:
- Voltmer, Ulrike (2003): Lebenslauf und astrologische Konstellationen: Eine empirische Studie zur Prüfung behaupteter Zusammenhänge.
- Mayer, Gerhard (2004): Phantome – Wunder – Sensationen: Das Übernatürliche als Thema der Presseberichterstattung.
- Mayer, Gerhard und Schetsche, Michael (2011): N gleich 1: Methodologie und Methodik anomalistischer Einzelfallstudien.
- Schäfer, Christina (2013): Außergewöhnliche Erfahrungen. Konstruktion von Identität und Veränderung in autobiographischen Erzählungen. Münster: LIT-Verlag
- Schetsche, Michael und Anton, Andreas (Hg.) (2013): Diesseits der Denkverbote. Bausteine für eine reflexive UFO-Forschung. Münster: LIT-Verlag
- Müller, Klaus E. (2014): Im Schatten der Aufklärung: Grundzüge einer Theorie der Atopologie. Münster: LIT-Verlag
- Richter, Jonas (2017): Götter-Astronauten: Erich von Däniken und die Paläo-SETI-Mythologie. Münster: LIT-Verlag
- Hövelmann, Gerd and Michels, Hans (Eds.) (2017): Legitimacy of Unbelief. The Collected Papers of Piet Hein Hoebbens. Münster: LIT-Verlag
- Mayer, Gerhard (Ed.) (2019): N equals 1. Single Case Studies in Anomalistics. Münster: LIT-Verlag.

## Mitglieder (Auswahl)
- Danny Ammon, Medizininformatiker
- Andreas Anton, Soziologe (Institut für Grenzgebiete der Psychologie und Psychohygiene, Freiburg i. Br.)
- Stephan Mathiesen, Geophysiker (University of Edinburgh)
- Gerhard Mayer, Psychologe und Kulturwissenschaftler (Institut für Grenzgebiete der Psychologie und Psychohygiene, Freiburg i. Br.)
- Andreas Sommer, Philosoph und Wissenschaftshistoriker (University of Cambridge)
- Edgar Wunder, Soziologe (Ruprecht-Karls-Universität Heidelberg)